# Nahkampfkanone 2
Die Nahkampfkanone 2 ist ein landgängiges Fahrzeug der Schweizer Armee, ähnlich den deutschen Jagdpanzern aus dem Zweiten Weltkrieg.

## Konstruktion
Die Wanne und der Aufbau wurden von der Firma Georg Fischer vollständig in Panzerstahl gegossen. Die Konstruktion des Chassis erfolgte bei der Firma Saurer in Arbon, die Montage des Chassis bei der Firma Berna in Olten und die Konstruktion und Montage des Geschützteils bei der K+W in Thun.
Fahrer, Kommandant und Seitenrichter saßen links, Höhenrichter und Lader rechts. Es waren vier verschiedene Ausführungen (A1, A2, B1, B2) geplant, doch es wurde nur ein Fahrzeugtyp hergestellt. Der Prototyp erreichte die Truppenreife nicht. Es wurden lediglich Fahrversuche in Thun gemacht. Für die Fahrt konnte das Rohr der Kanone eingezogen werden. Die Entwicklung wurde 1947 eingestellt. Die Typen hatten keinen Turm, dafür einen festen Aufbau und einen sehr geringen Schwenkbereich der Kanone. Das Fahrzeug hatte die M-Nummer M0216 und wurde von 1946 bis 1947 für Versuche im Truppeneinsatz verwendet. Es ist im Panzermuseum Thun ausgestellt.